# Buțivske, Velîka Oleksandrivka
Buțivske (în ucraineană Буцівське) este un sat în comuna Novopavlivka din raionul Velîka Oleksandrivka, regiunea Herson, Ucraina.

## Demografie
Componența lingvistică a localității Buțivske
     Ucraineană (92,13%)
     Rusă (6,74%)
     Română (1,12%)
Conform recensământului din 2001, majoritatea populației localității Buțivske era vorbitoare de ucraineană (92,13%), existând în minoritate și vorbitori de rusă (6,74%) și română (1,12%).